# Torre del Compte
Torre del Compte (La Torre del Comte en catalan, Torre d'o Compte en aragonais) est une commune d’Espagne, dans la province de Teruel, qui elle-même fait partie de la communauté autonome d'Aragon. La commune appartient également à la comarque de Matarraña.

## Géographie
Elle fait partie de la Frange d'Aragon

## Histoire
On retrouve, au site "Les Miravetes", des traces d'une peuplade ibère (IVe siècle av. J.-C.).
Depuis le 1er juillet 2002, le village fait partie de la comarque de Matarraña (Comarca del Matarraña) qui comprend 18 communes. Le but de cette association est d'éviter la désertification de ce territoire en créant de nouveaux emplois surtout dans le secteur tertiaire (tourisme).

## Démographie
| 1900 | 1950 | 1983 | 1991 | 1996 | 2001 | 2003 | 2005 | 2007 | 2008 | 2010 | 2013 |
| ---- | ---- | ---- | ---- | ---- | ---- | ---- | ---- | ---- | ---- | ---- | ---- |
| 748  | 594  | 239  | 205  | 189  | 174  | 174  | 171  | 174  | 162  | 153  | 147  |

## Économie
La Torre del Compte fait partie de la zone de production de trois produits possédant un label de qualité de l'Union européenne:
- * L'appellation d'origine de produits de la pêche « melocotón de Calanda » préservée via une AOP (un label de l'UE).

- L'appellation d'origine de jambon « jamón de Teruel » préservée via une AOP (un label de l'UE).

- L'appellation d'origine d'huile d'olive « aceite del Bajo Aragón » préservée via une AOP (un label de l'UE).

## Lieux et monuments
Autrefois, le village était entouré de remparts. Quatre portes permettaient l'accès, seule, une d'entre elles existe encore : la porte San Roque.
Sur la place Centrale, on peut admirer de très belles façades dont l'une possède une magnifique horloge solaire datant de 1710. Dans le prolongement de la rue, nous accédons à la mairie (1574) qui est un remarquable édifice de style renaissance, comportant une grande loge et des gargouilles qui dépassent du toit. À l'intérieur, se trouve un musée ethnographique, ainsi que trois cellules servant de prison datant du XVIe siècle.
L'église paroissiale de San Pedro Màrtir, est une construction gothique du XIVe siècle qui a été remodelée aux XVI et XVIIe siècle. Cette église aurait été construite à partir des pierres d'un château qui dominait le village.
À l'extérieur du village, un ermitage (San Juan Bautista) a été construit en 1609. Il est de style gothique tardif et est entouré par des cyprès centenaires. Près de l'ancienne gare, on peut accéder, à pied ou à vélo, à un ancien pont de chemin de fer qui surplombe le Matarraña.

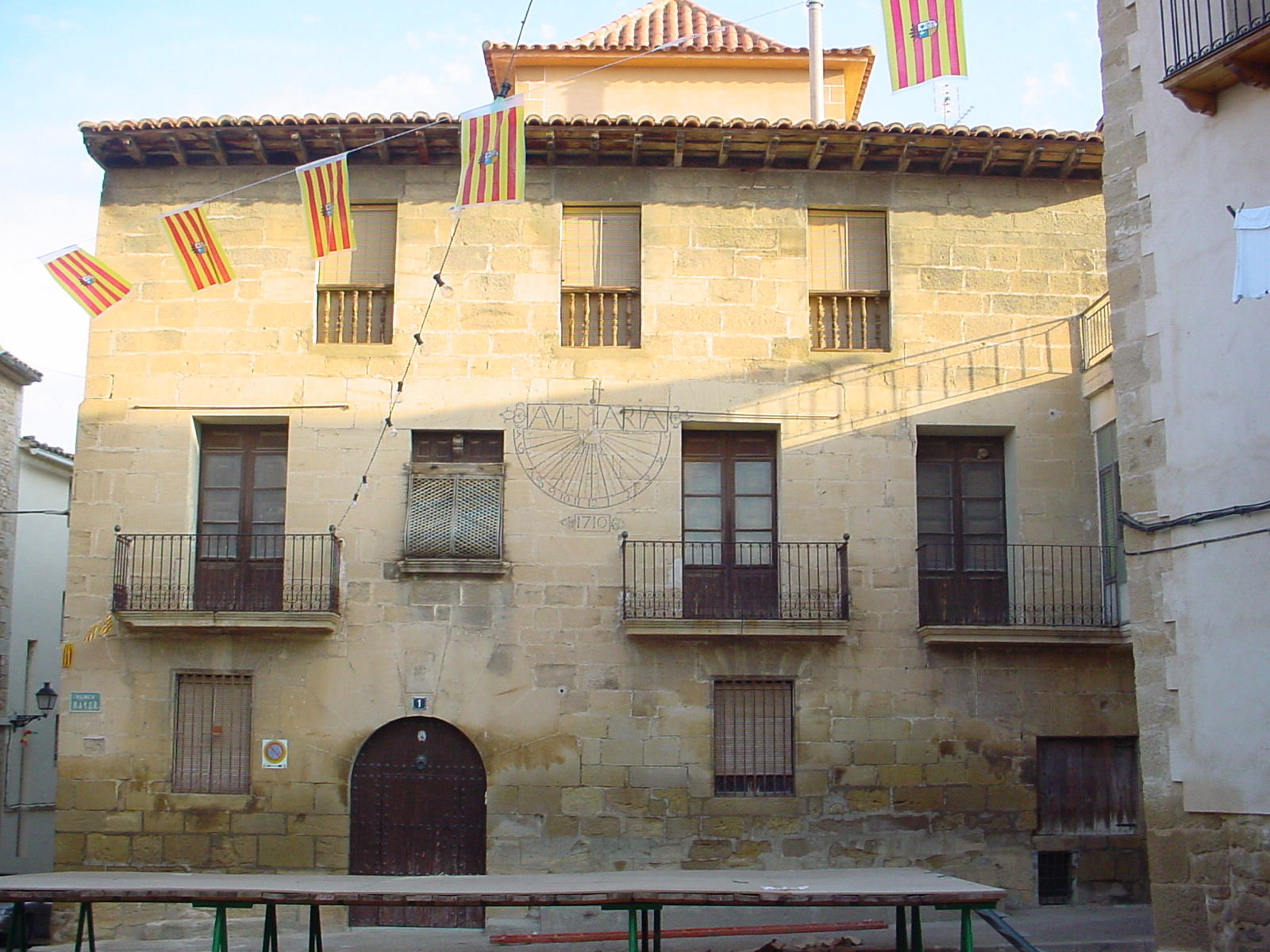
Façade maison
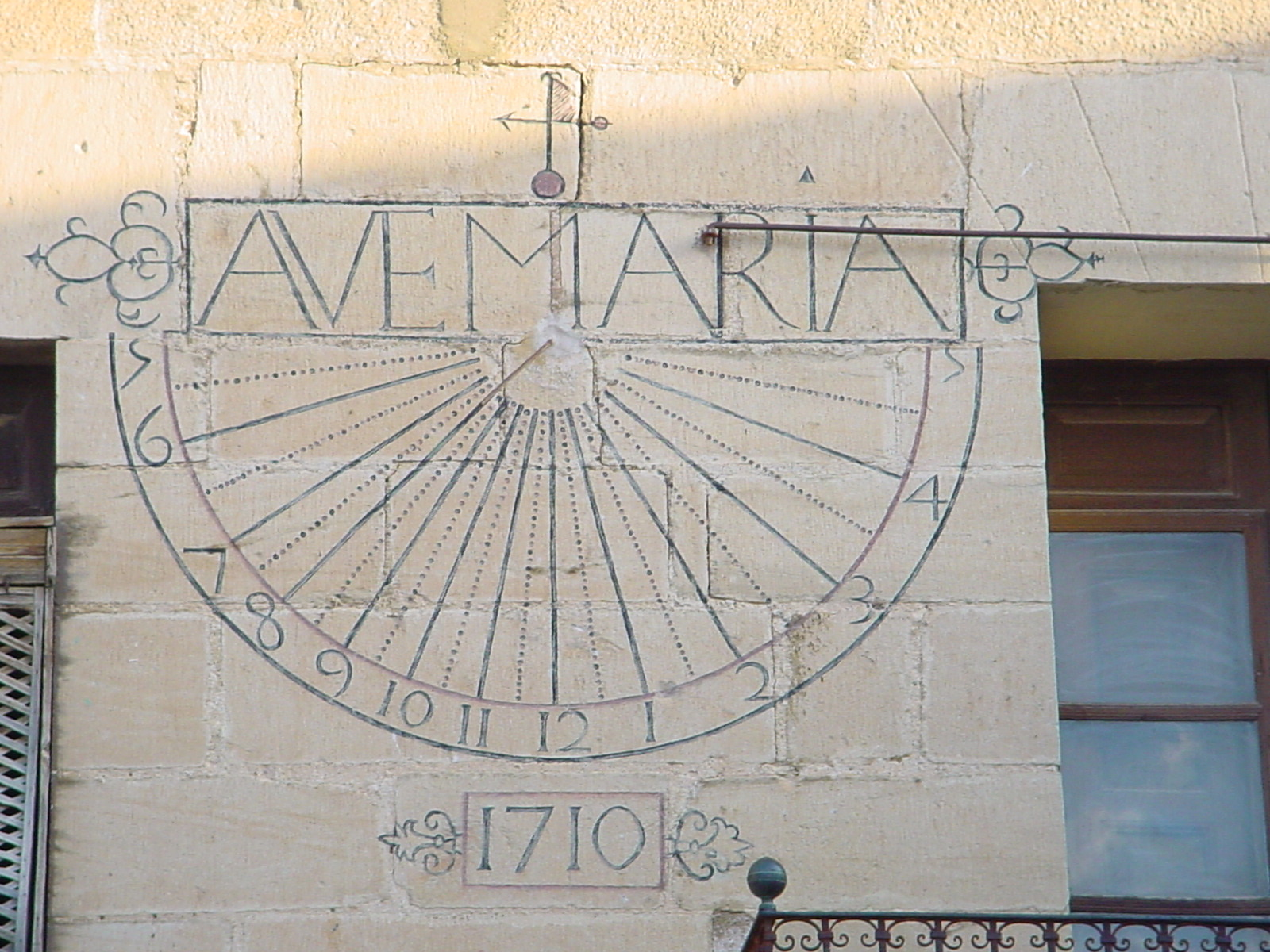
Cadran solaire de 1710
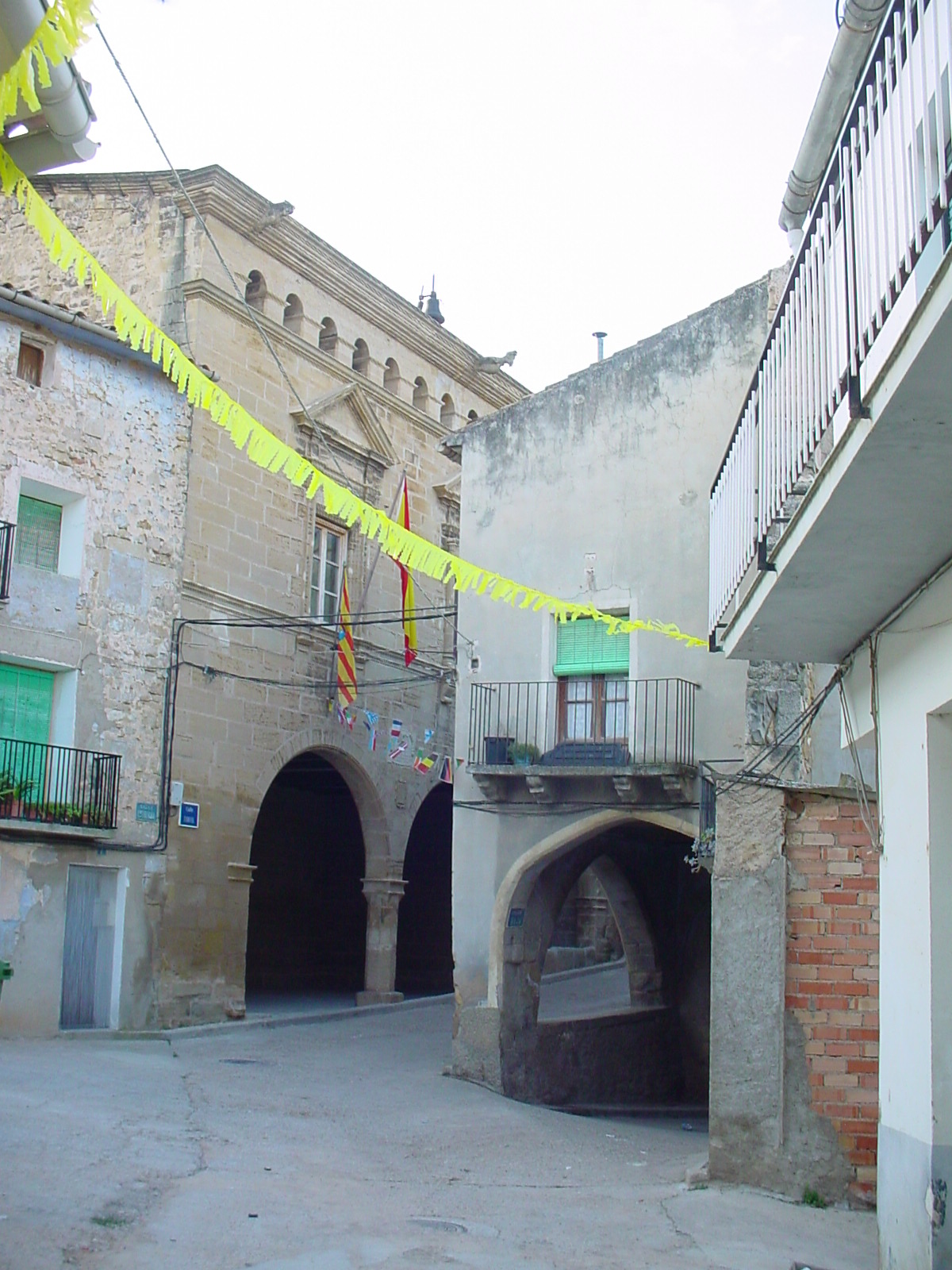
Mairie
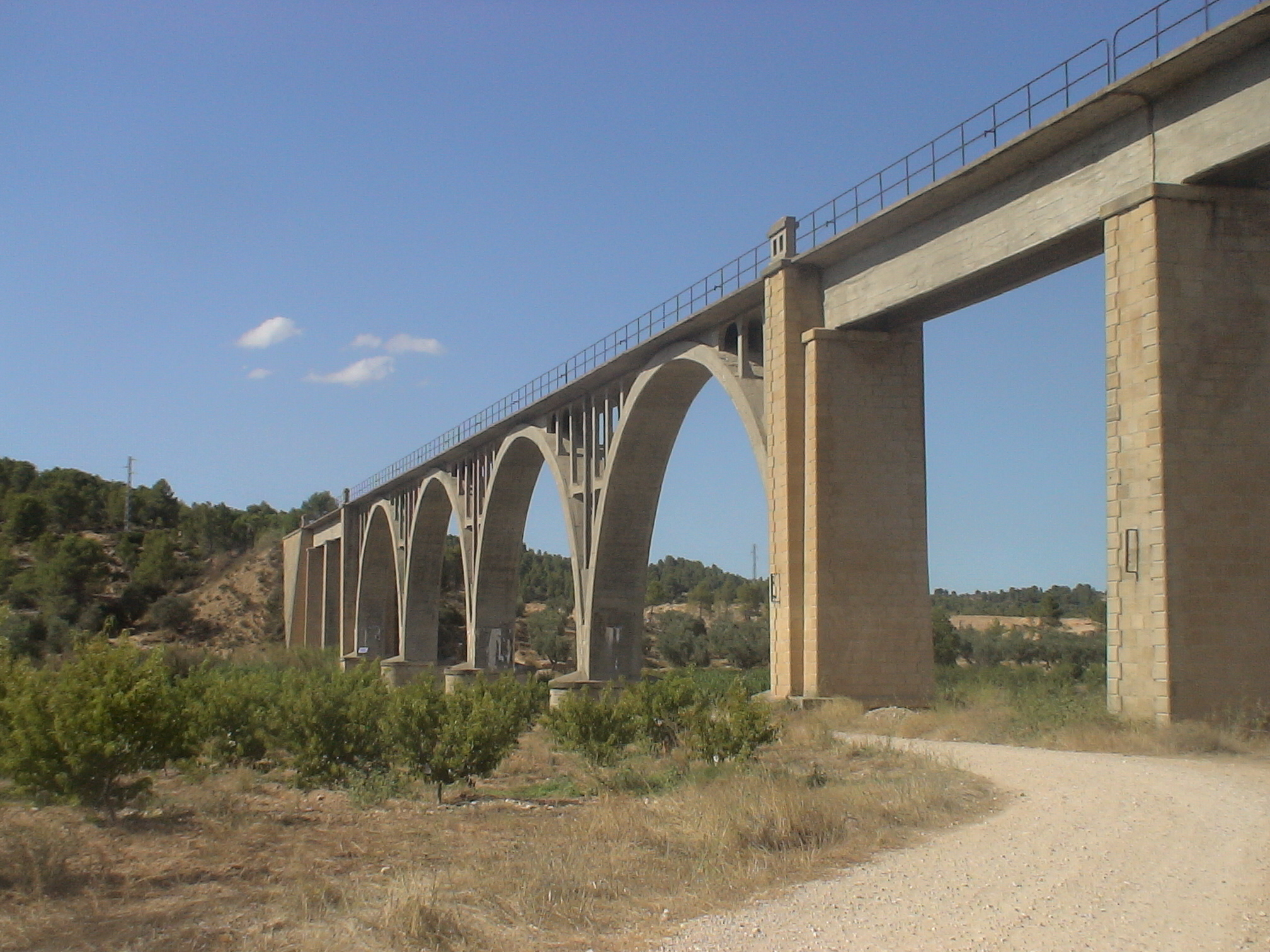
Pont du chemin de fer
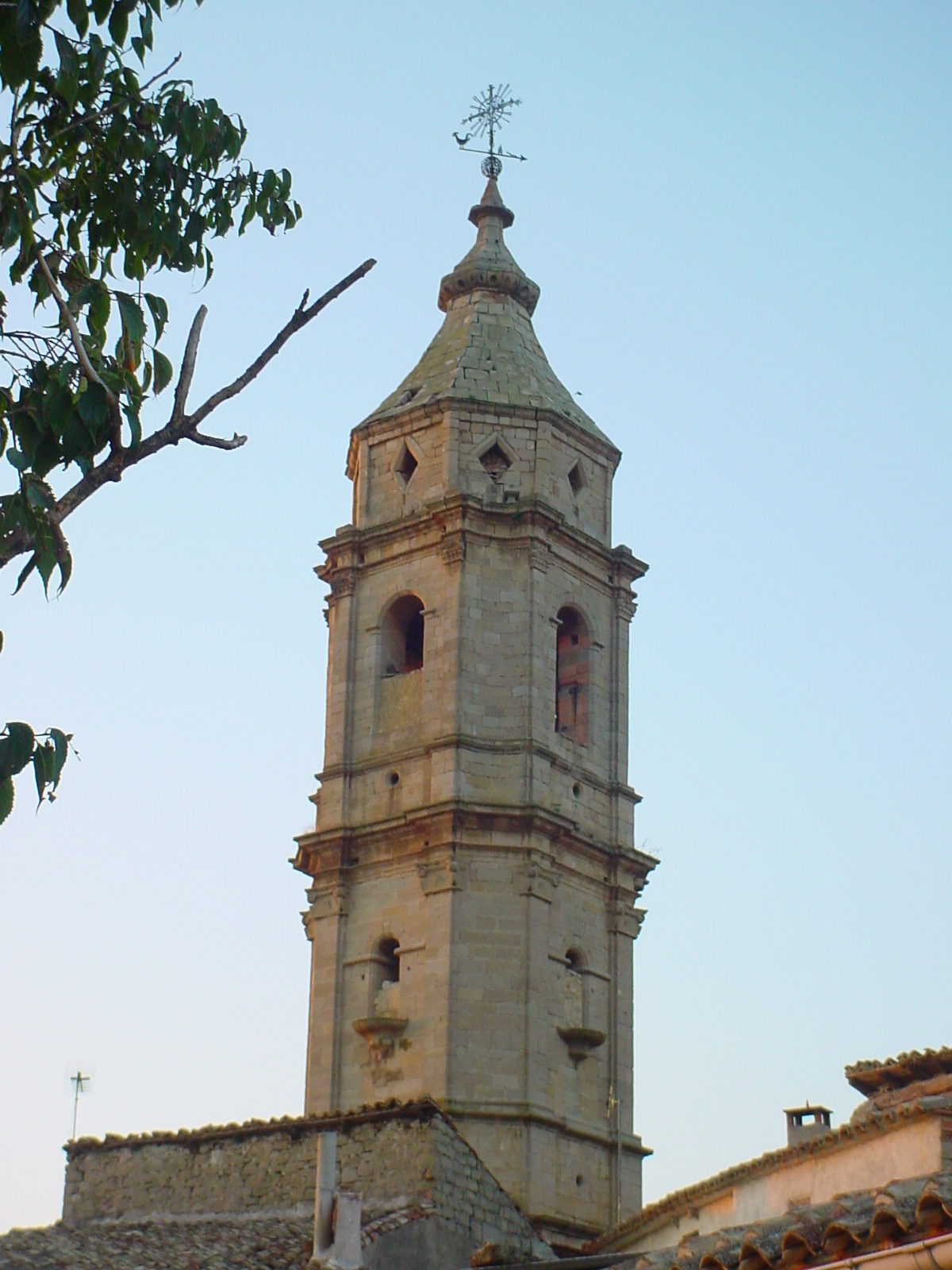
Eglise San Pedro

## Fêtes
Plusieurs fêtes patronales ont lieu : en l'honneur de San Anton (17 janvier), de San Juan et San Pedro (24 au 29 juin), de San Ramon (saint patron du village, les 31 août et 1er septembre). Les fêtes du village se tiennent vers le 20 août et elles durent environ 4 à 5 jours.